# 卓克基镇
卓克基镇（藏語：མཆོག་རྩེ་或ལྕོག་རྩེ་或ཅོག་ཙེ་，藏语拼音：Qogze或Jogze，義「至高無上」或「桌子」），是中华人民共和国四川省阿坝藏族羌族自治州马尔康市曾经下辖的一个镇。2019年12月，撤销卓克基镇，将其所属行政区域划归马尔康镇管辖。

## 行政区划
卓克基镇撤销前下辖以下地区：
纳足村、西索村和查米村。